# Minquiers

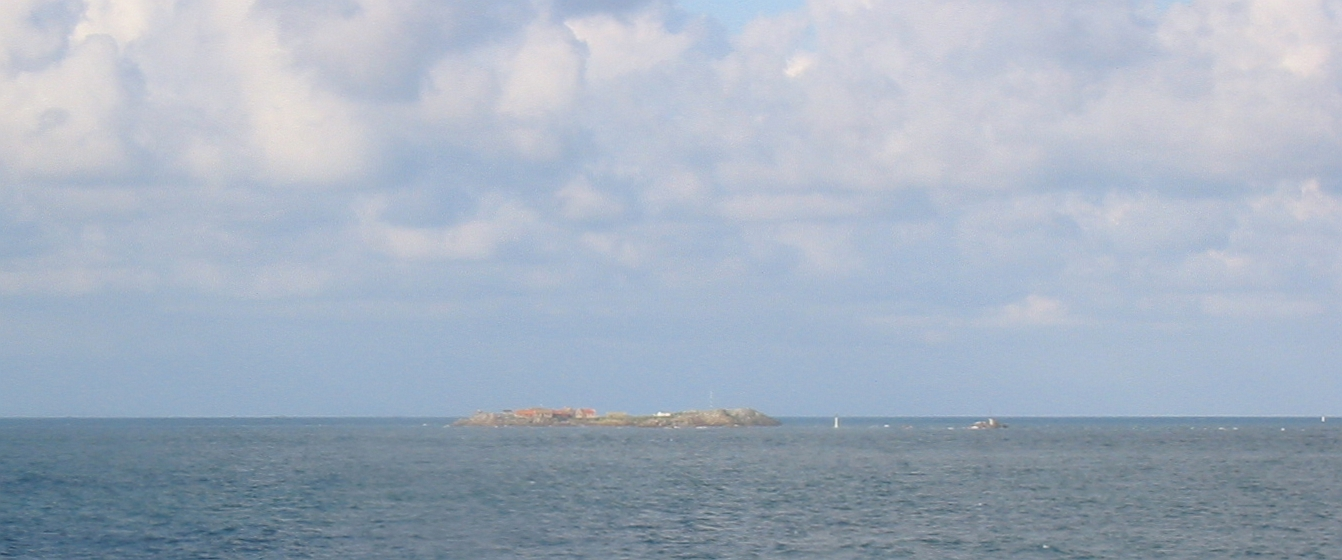
Het eiland "Maîtresse Île", deel van Minquiers

De Minquiers (Les Minquiers; in Jèrriais: Les Mîntchièrs; bijgenaamd de "the Minkies" naar plaatselijk gebruik) zijn een groep eilanden en rotsen die ongeveer 15 km ten zuiden van Jersey ligt. De Minquiers zijn onderdeel van het eiland Jersey en vallen qua bestuur onder de gemeente Grouville.
Er is geen sprake van permanente bewoning. In de zomer gaan vissers, zeewierverzamelaars, zeelui, radioamateurs en soms zelfs kanoërs aan land.

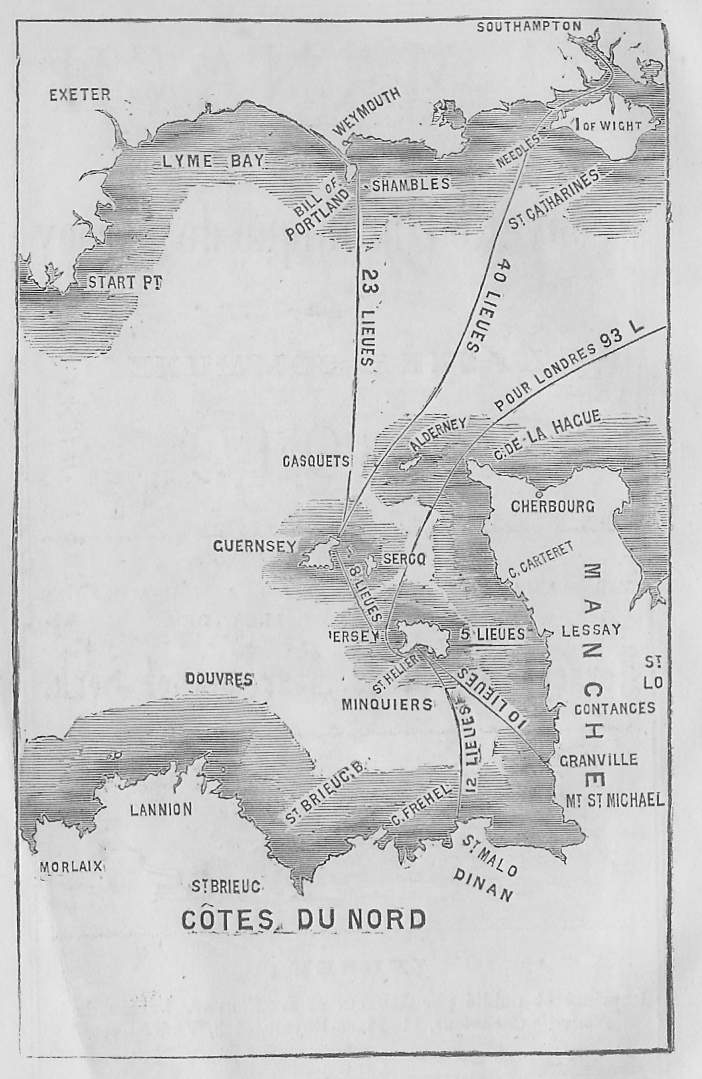
Kaart van de Kanaaleilanden uit 1891 met de locatie van Les Minquiers

De meest opvallende eilanden in de groep zijn:
- Maîtresse Île (Frans) of La Maîtr' Île (Jèrriais)
- Les Maisons.

Overigen zijn:
- Le Niêsant
- Les Faucheurs
- La Haute Grune.

## Naam
De herkomst van de naam staat ter discussie. Enkelen menen dat de naam afkomstig van het Bretonse woord minihi dat toevluchtsoord betekent, anderen menen dat het afkomstig is van minkier dat visverkoper betekent.

## Geschiedenis
Deze eilandengroep werd samen met andere Kanaaleilanden en het schiereiland Cotentin geannexeerd door Willem Langzwaard in 933 en toegevoegd aan het Graafschap Normandië. Nadat Willem de Veroveraar Engeland veroverd had in 1066 bleven de eilanden behoren bij het Graafschap Normandië totdat in 1204 koning Filips II van Frankrijk Normandië veroverde. In 1259 erkende Hendrik III de zeggenschap van de Franse Koning over de Kanaaleilanden. In 1360 zag Eduard III in de Vrede van Brétigny af van zijn aanspraak op de Franse Kroon en Normandië, maar legde wel een claim op de Kanaaleilanden.
In 1950 vroegen het Verenigd Koninkrijk en Frankrijk een uitspraak van het Internationale Gerechtshof waarin bepaald werd bij welk land de Minquiers en de Ecréhous behoorden.
De argumenten die meespeelden waren dat de Fransen in de zee rondom de eilanden visten terwijl Jersey bestuurlijke verantwoordelijkheden had voor de eilandengroep. Het hof woog de argumenten af en besloot op 17 november 1953 de eilanden toe te wijzen aan Jersey.
In 1998 vond een min of meer ludieke 'invasie' plaats op de Minquiers door enkele Fransen uit naam van de 'Koning van Patagonië' als 'verweer' tegen de Britse bezetting van de Falklandeilanden. De volgende dag werd er op de eilanden de Britse vlag gehesen, wat opvallend is, omdat Jersey geen deel van het Verenigd Koninkrijk uitmaakt en een eigen vlag bezit.

## De Minquiers in de literatuur
De Minquiers worden uitgebreid beschreven door Victor Hugo in zijn roman Quatre-vingt-treize, over de Franse Revolutie. Hij beschrijft hoe verraderlijk deze eilanden zijn voor schepen en dat het landoppervlak opgeteld groter is dan Jersey. Hugo heeft zowel op Jersey als op Guernsey geleefd en kende de plaatselijke gebruiken goed.
De ruzie over het bezit van de eilanden tussen het Verenigd Koninkrijk en Frankrijk speelt ook een rol in de roman Don't Tell Alfred door Nancy Mitford, in de vorm van een toevallige oorzaak die leidt tot een ruzie tussen twee oude dames - zijnde Frankrijk en het Verenigd Koninkrijk.
Tevens kwamen de Minquiers voor in de scheepsavonturenroman The Wreck Of The Mary Deare (Nederlandse vertaling De ondergang van de Mary Deare,) door Hammond Innes. Verfilmd als: The Wreck of the Mary Deare.